# Kanton Archidona
Der Kanton Archidona befindet sich in der Provinz Napo im Nordosten von Ecuador. Er besitzt eine Fläche von 3029 km². Im Jahr 2022 lag die Einwohnerzahl bei rund 30.500. Verwaltungssitz des Kantons ist die Kleinstadt Archidona mit 5478 Einwohnern (Stand 2010). Der Kanton Archidona wurde am 21. April 1981 eingerichtet.

## Lage
Der Kanton Archidona befindet sich zentral in der Provinz Napo. Das Gebiet liegt in der Cordillera Real. Im Nordwesten erhebt sich der 5758 m hohe Vulkan Antisana. Der Hauptort Archidona befindet sich knapp 10 km nördlich der Provinzhauptstadt Tena. Der Río Misahuallí, ein linker Nebenfluss des Río Napo, entwässert das Areal nach Süden. Die Fernstraße E45 (Baeza–Puyo) durchquert den Kanton in Nord-Süd-Richtung und passiert dabei den Hauptort Archidona.
Der Kanton Archidona grenzt im Osten an den Kanton Loreto (Provinz Orellana), im Süden an den Kanton Tena, im Westen an die Kantone Latacunga (Provinz Cotopaxi), Mejía und Quito (beide in der Provinz Pichincha) sowie im Norden an den Kanton Quijos.

## Verwaltungsgliederung
Der Kanton Archidona ist in die Parroquia urbana („städtisches Kirchspiel“)
- Archidona

und in die Parroquias rurales („ländliches Kirchspiel“)
- Cotundo
- Hatun Sumaku
- San Pablo de Ushpayacu

gegliedert.

## Geschichte
Entwicklung der Einwohnerzahl im Kanton Archidona bei landesweiten Volkszählungen zum jeweiligen Gebietsstand:
| Jahr                    | Einwohner | +/-    |
| ----------------------- | --------- | ------ |
| 1982                    | 15.010    | –      |
| 1990                    | 19.499    | 29,9 % |
| 2001                    | 18.551    | −4,9 % |
| 2010                    | 24.969    | 34,6 % |
| 2022                    | 30.488    | 22,1 % |
| Datenherkunft: Wikidata |           |        |

## Ökologie
Im Nordwesten befindet sich der Nationalpark Antisana, im Nordosten der Nationalpark Sumaco Napo-Galeras.